# Мускусна черепаха пласка
Мускусна черепаха пласка (Sternotherus depressus) — вид черепах з роду Мускусні черепахи родини Мулові черепахи.

## Опис
Загальна довжина карапаксу досягає 11,5—12,5 см. Голова середнього розміру з двома підборідним вусиками. Карапакс дуже плаский. Звідси походить назва цієї черепахи. Пластрон теж доволі плаский. На передніх лапах можуть бути по 3 жовті складки. Хвіст з шипами.
Колір голови оливково-бежевий з чорними цятками та чорними смужками на щелепах. Жовта смуга може йти від ніздрів до орбіти ока. Решта шкіра сірувато-оливкова з чорними дрібними цятками. Забарвлення карапаксу коливається від жовто-коричневого до темно-коричневого з дрібними темно-коричневими або чорними плямами або смужками. Пластрон рожевий або жовто-коричневий.

## Спосіб життя
Полюбляє струмки з чистою водою й кам'янисто-піщаним дном. Харчується равликами, комахами, павуками, раками, дорослі особини їдять тільки молюсків.
Статева зрілість настає у 4—6 років при довжині карапаксу самців близько 7—7,5 (або 6—6,5) см, самиць — у 6-8 років при довжині 9—10 (або 7—7,5) см. Самиця у червні відкладає 1 довге й біле яйця розміром 32х16, 4 мм з тендітною шкаралупою. Черепашенята з'являються у жовтні. Їх розмір 25 мм завдовжки, 20 мм завширшки і 7,8 мм висотою.

## Розповсюдження
Мешкає у системі річки Блек Ворріор у центральній та західній Алабамі (США).